# HOPS komplex
HOPS komplex (z angl. homotypic fusion and vacuole protein sorting) je hexamerický proteinový komplex složený (u člověka) z proteinů Vps11, Vps16, Vps18, Vps33, Vps39 a Vps41. Některé podjednotky sdílí s podobným CORVET komplexem a má i podobnou strukturu ve tvaru mořského koníka, ale na rozdíl od něj hraje roli v transportu mezi pozdními endozomy a lysozomy. Je to efektor proteinu Rab7 (Ypt7) a umožňuje přiblížení (přilnutí) membrán obou váčků - je to tzv. „tethering“ faktor.